# Animateur de radio
Pour les articles homonymes, voir Animateur.
Un animateur de radio est une personne qui présente ou commente une émission de radio.

## Histoire
Dans le passé, c'est le terme « disc jockey » (ou « DJ ») qui est exclusivement employé pour décrire les personnalités de la radio à la radio car les émissions alternaient alors musique enregistrée et émissions radiophoniques mettant en vedette de la musique populaire. À la différence du DJ de discothèque moderne qui utilise le beatmatching pour mélanger les transitions entre les chansons afin de créer un jeu continu, les DJ de radio diffusaient alors des morceaux de musique individuels (ou des pistes de musique) tout en insérant des annonces, des introductions, des commentaires, des blagues et des publicités entre chaque chanson ou petite série (set) de chansons. Au cours des années 1950, 60 et 70, les DJ de la radio ont exercé une influence considérable sur la musique populaire, en particulier au cours de la période dite du Top 40, en raison de leur capacité à promouvoir de la nouvelle musique au public de la radio et à sélectionner ou contrôler les chansons qui seraient diffusées ou non,.
Bien que des personnalités de la radio spécialisées dans les émissions d’information ou de conversation, telles que Dorothy Kilgallen et Walter Winchell à la radio américaine, existaient depuis les débuts de la radio, des formats exclusifs de radio parlée émergèrent et se multiplièrent dans les années 1960, à mesure que les appels téléphoniques dans les émissions, les interviews, les actualités et les affaires publiques devenaient de plus en plus populaires. À New York, l'émission WINS (en AM) est passé au format de la pure discussion en 1965 et WCBS (AM également) a suivi le même format deux ans plus tard. Bruce Williams (en) et Sally Jessy Raphael ont été parmi les personnalités les plus anciennes de la radio. Le succès de la radio de commentaires sportifs a débuté dans les années 1960 et a abouti à la création de la première station de sports américaine, WFAN (AM).